# Bitva na Lechu (955)
Bitva na řece Lech byla jedna z nejdůležitějších bitev vybojovaných v Evropě raného středověku. Došlo k ní 10. srpna 955 nedaleko města Augsburg v Německu. Východofrancký král Ota I. Veliký zde za podpory dalších vladařů včetně českého knížete Boleslava I. zastavil postup staromaďarských kmenů do západní Evropy. Dle dobové zprávy se bitvy účastnil český oddíl o síle několika set až 1 000 dobře vyzbrojených pěších bojovníků uváděný jako „legio Bohemorum“, kteří v bitvě utrpěli značné ztráty.
Byla to definitivní porážka starých Maďarů, jejich výpravy po této bitvě nepokračovaly. Přešli z kočovného způsobu života na usedlý a usadili se přibližně v dnešním Maďarsku. Dnešní Rakousko, tehdejší pohraniční marku Svaté říše římské, ovládlo po bitvě Bavorsko. 

## Situace

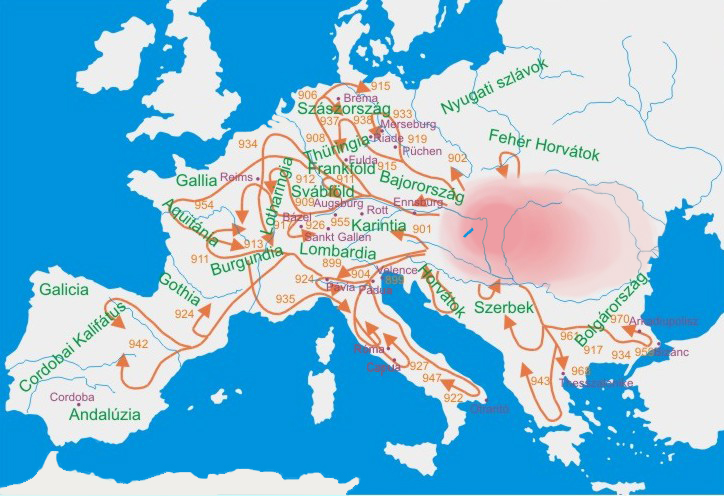
Nájezdy kočovných Maďarů v 10. století

Maďaři obnovili své pustošivé nájezdy v roce 954, kdy přes Bavorsko a Lotrinsko pronikli do Francie a přes severní Itálii se stáhli zpět do Karpatské kotliny. V létě 955 vtrhli Maďaři znovu do jižního Německa, pustošili Bavorsko a Švábsko s početnějšími oddíly, než kdy jindy. Vedla je trojice náčelníků: Bulču, Lél a Šúr.
Východofranský král Ota I. Veliký v tu dobu pobýval v Sasku, kde jej zaměstnával boj proti povstání Polabských Slovanů. Po zprávě o vpádu Maďarů se s větší částí vojska přesouvá na jih země.
Bulču se zhruba v srpnu rozhodl obléhat Augsburg. To se vymykalo staromaďarským zvyklostem, Maďaři neměli ve zvyku obléhat opevněná místa chráněná hradbami, ale hradby Augsburgu byly poškozeny a Bulču se pokusil město dobýt. Obránci Augsburgu pod vedením biskupa Ulricha město nevydali a houževnatě je bránili, až došla zpráva, že se blíží král Ota s vojskem. Bulču se rozhodl přistoupit na bitvu, z části patrně proto, že ústup by poškodil jeho prestiž a také proto, že měl s sebou největší maďarskou armádu všech dob.
Dne 8. srpna 955 přijížděl na bojiště král Oto I. v čele vojska, před nímž byla nesena nejsvětější říšská relikvie, kopí svatého Longina s hřebem z Kristova kříže. Část obránců Augsburgu vyráží vojsku naproti, jsou pronásledováni Maďary, ale ti před těžkooděnci museli ustoupit. Otova armáda objela Augsburg a rozložila tábor na pravém břehu řeky Lech jihovýchodně od Augsburgu. Následující den se vojsko věnuje šikování jednotek, bohoslužbám a půstu, docházelo již i k menším šarvátkám, ale obě vojska zatím odděluje řeka Lech. K maďarským jednotkám dorazil Lél i Šúr.

## Sestava Otova vojska
| Oddíl | Složení |
| ----- | --- |
| 1–3   | Bavoři vyslaní umírajícím vévodou Jindřichem I. Bavorským, bratrem krále Oty. Jindřich sám není přítomen                                       |
| 4     | Frankové pod velením Konráda Červeného, jejich příchod byl pro morálku vojáků důležitá vzpruha, protože Konrád se s Otou v té době ostře přel. |
| 5     | Legio Regia, nejsilnější šik obrněné jízdy pod vedením krále Oty, složený především ze saských a franckých rytířů.                             |
| 6–7   | Švábové vedení vévodou Burchardem III. |
| 8     | 1000 českých vojáků |

Počet vojáků Otových legií je předmětem dohadů, jediný soudobý konkrétní údaj je právě u české “legio Bohemorum”, kterou prý mělo tvořit 1000 jezdců. Jediný hodnověrný soudobý zdroj – Widukind – hovoří o vybraných bojovnících nikoliv o jezdcích. Tento údaj bývá zpochybňován poukazem na to, že 1000 znamenalo prostě mnoho, jindy podle něj bývá odvozována velikost Otova vojska na zhruba 10 000 jezdců. Český oddíl tedy čítal několik set až maximálně 1000 pěších bojovníků.
Oddíly z Lotrinska a Saska dorazily se zpožděním a do boje už nestihly zasáhnout.
Početní údaje u maďarského vojska, udávané kronikáři jako 100 000 vojáků, jsou dnes považovány za přehnané, odhaduje se, že maďarské vojsko mělo spíše 10–15 000 vojáků.

## Bitva
Ráno 10. srpna 955 (den svatého Vavřince) přebrodili Maďaři řeku Lech a vytáhli do útoku. Oto jim pomalu postupoval vstříc. Český oddíl na pravoboku dostal za úkol střežit zavazadla a proviant, nepředpokládalo se, že se do boje zapojí. Je možné, že Oto svému novému spojenci, který ještě před několika lety bojoval na straně Maďarů, nedůvěřoval.
Jenže Maďaři objeli hlavní voj a srazili se právě s pravým zadním vojem armády, tedy s pozicemi českých bojovníků. Ti sice neustoupili, zachytili hlavní vlnu útoku Maďarů, ale většina jich pod útokem přesily padla. Stejný osud záhy potkal sousední švábský oddíl a Maďaři se přiblížili k hlavnímu královskému oddílu. V poslední chvíli zasáhl franský vévoda Konrád, který nepřítele zastavil a osvobodil zajatce, sám ale v boji padl. Na rozkolísané maďarské oddíly vzápětí zaútočil i král s hlavním vojskem, odřízl jim ústupové trasy a k útoku se zkonsolidovaly jak zbytky švábské, tak české. Přímý boj s těžkou jízdou už Maďaři nebyli schopni vybojovat a ti, kteří nepadli přímo v boji, prchali zpět přes řeku Lech, kde byli pobíjeni pronásledujícími. Bitva trvala deset hodin a skončila naprostým vítězstvím východofranské říše a krále Oty I.

## Výsledek bitvy

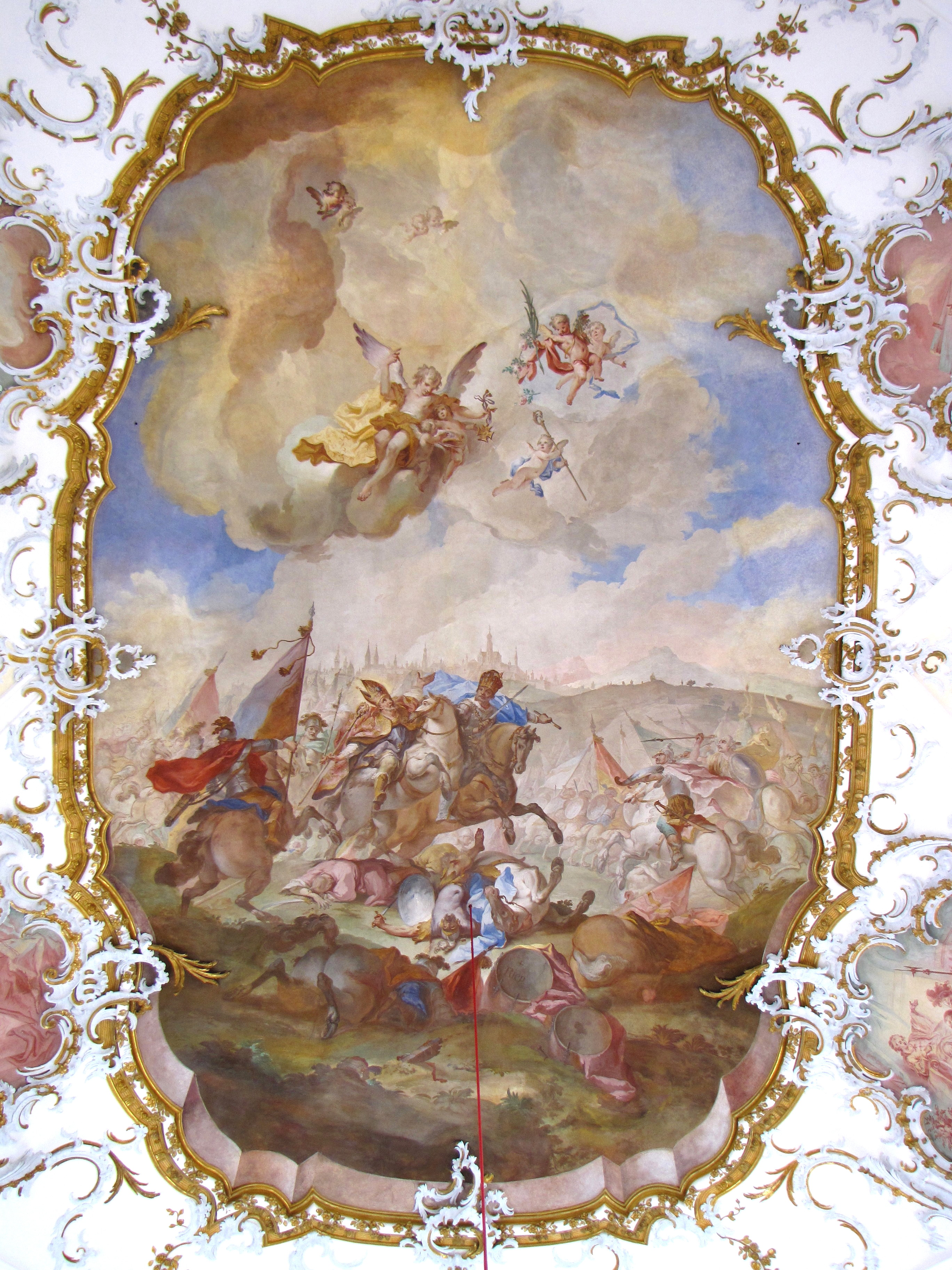
Bitva na Lechu, stropní freska od Balthasara Rieppa z roku 1744 ve farním kostele v Seegu

Maďarští náčelníci Bulču, Šúr a Lél byli v bitvě zajati a později popraveni oběšením. Jelikož neměli nástupce, dostal se tím v Uhrách k moci rod Arpádovců, jenž se bitvy neúčastnil. Porážka na Lešském poli ukončila staromaďarské vpády do střední a západní Evropy, Maďaři přestali kočovat a stali se usedlými zemědělci.
Oto I. díky vítězství natrvalo upevnil svou moc. K tomu přispěla i smrt jeho velkého rivala Konráda Červeného v bitvě. Zajistil svou moc v zaalpské části říše, což mu umožnilo později vytáhnout do Itálie a získat císařský titul.
V rozporu s aktuálními výsledky bádání (Měřínský) se někdy mylně uvádí, že „Boleslav I. si porážkou Maďarů a příklonem k Otovi uvolnil ruce na Moravě, dolní Morava až k řece Váh byla připojena knížetem Boleslavem I. k českému státu. V bitvě ovšem padla většina českých bojovníků.“ Podle některých úvah vojsko vedl syn Boleslava I., který zde padl, proto je někdy ztotožňován se Strachkvasem, nebo jde o neznámého (a pravděpodobně prvorozeného) syna Boleslava I. K této hypotéze ovšem neexistují autentické dobové zdroje. V době bitvy u Lechu zároveň česká vojska bránila Maďarům projít přes Čechy, což napovídá o větším rozsahu vojenské družiny Boleslava I.